# Monastère de l'Ascension (Idaho)
Pour les articles homonymes, voir Monastère de l'Ascension.
Le monastère de l'Ascension situé aux États-Unis à Jerome (Idaho) regroupe une communauté de quatorze moines appartenant à la congrégation helvéto-américaine au sein de la confédération bénédictine.
Le monastère a été fondé en 1965. Il est situé dans des bâtiments modernes et fonctionnels et offre au public la possibilité de retraites spirituelles, ainsi que des cours d'Écriture sainte de spiritualité et d'histoire monastique. Les moines gèrent une librairie et une boutique d'artisanat monastique.
Les moines permettent aussi des séjours de deux à douze semaines pour prier et travailler avec eux.